# Wpd
wpd est un énergéticien européen qui développe, construit et exploite des parcs éoliens terrestres et solaires photovoltaïques dans une vingtaine de pays à travers le monde.
Le groupe emploie 3 700 personnes et a installé plus de 2 600 éoliennes dans le monde. En 2023, il a développé plus de 6,1 gigawatts d'éolien. wpd est considéré comme un des leaders de l'éolien en Europe.

## Histoire
En 1996, Gernot Blanke et Klaus Meier créent la société wpd GmbH à Brême, en Allemagne, qui devient en 2001 la société wpd AG. Fin 2006, wpd prend le contrôle d’EnerSys GmbH, un développeur de parcs éoliens en Europe.
L’acquisition de la société EnerSys et de ses projets en France, Espagne, Croatie et Bulgarie accélère ainsi l’internationalisation du groupe wpd.
En juillet 2011, la société annonce l’entrée au capital de Stadtwerke München (régie d’électricité de la ville de Munich) à hauteur de 33 % dans la branche éolienne terrestre internationale de wpd.
Le groupe réalise, en 2013, le bouclage financier du parc éolien en mer de Butendiek (288 MW, Allemagne), pour un montant total de 1,3 milliard d’euros. wpd qui gère la construction et l’exploitation du futur parc, compte la Caisse des dépôts parmi ses associés.
En 2022, wpd se concentre sur les activités d'éolien terrestre et solaire photovoltaïque, après la vente de son activité éolien offshore à GIP (Global Infrastructure Partners), devenue Skyborn Renewables,.

## Projets en Europe

### France

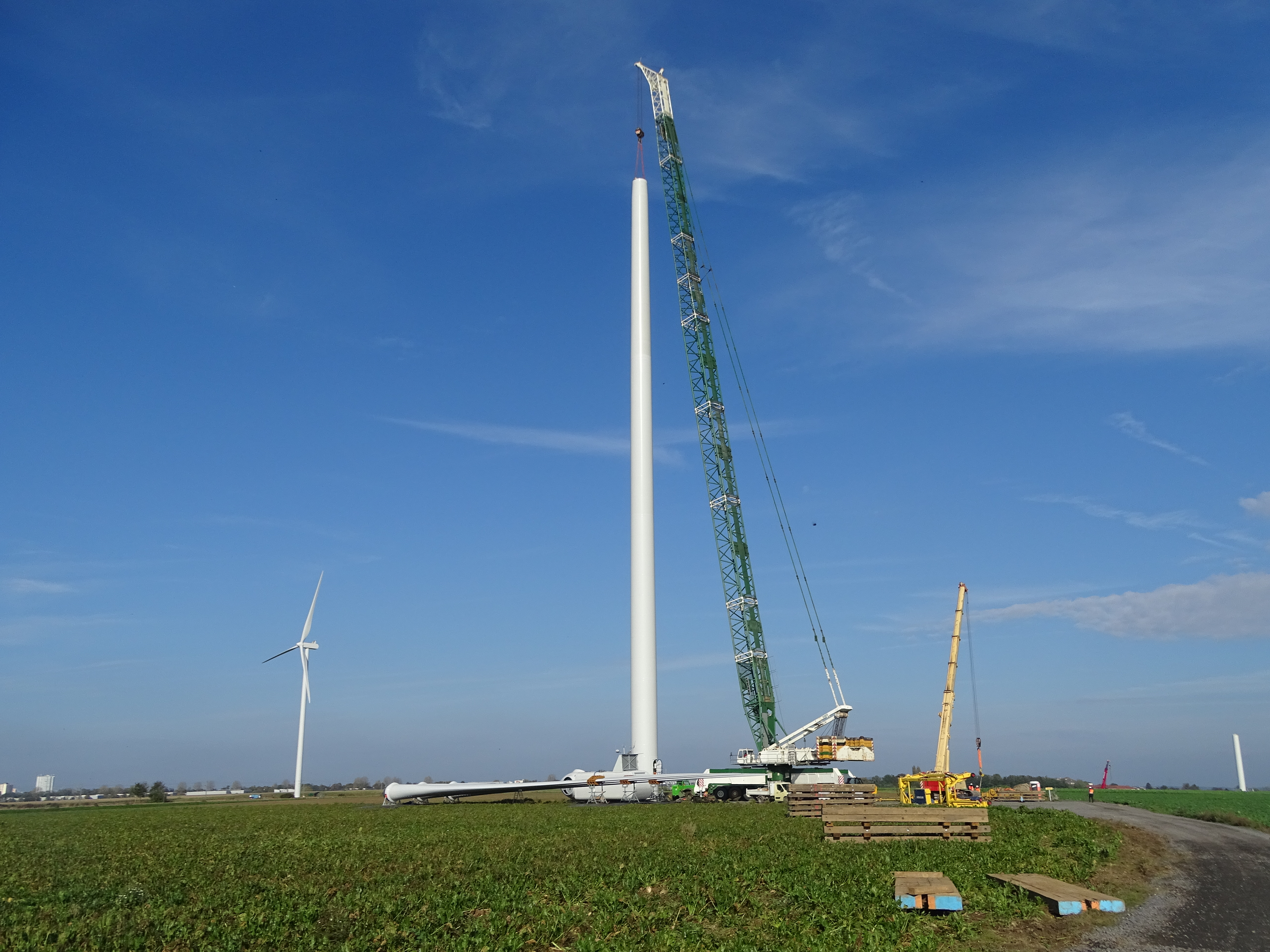
Montage de l'éolienne E2 du parc éolien des Moulins sur le finage de Dechy, le 25 octobre 2024. E1, en arrière-plan à gauche, est déjà assemblée, tandis qu'E4, à droite, n'a que la première des trois parties de son mât.

La branche éolien terrestre de la filiale française de wpd est implantée à Boulogne-Billancourt depuis 2002, mais également à Limoges, Nantes, Dijon, Cholet, Lille, Lyon et Nancy . En 2013, wpd Construction France, établissement entièrement destiné à la préparation des chantiers éoliens, est créé. La filiale française de wpd peut ainsi participer au développement, à la construction et à l'exploitation des champs éoliens.
Début 2023, la société a à son actif 37 parcs éoliens (538 mégawatts).
La branche éolien en mer est déployée en 2007 à Paris afin d'évaluer le potentiel d'implantation d'éoliennes en mer au large des côtes françaises et lance le développement de plusieurs projets en Manche et en Atlantique. En 2011, le Gouvernement retient deux projets de l'entreprise dans le cadre d'appels d'offres. La société est ainsi lauréate aux côtés d'EMF (EDF EN et DONG Energy) dans le cadre du premier appel d'offres des projets de Courseulles (450 mégawatts) et Fécamp (498 mégawatts). Pour ces deux appels d'offres, le consortium choisit Alstom comme fournisseur exclusif d'éoliennes.
D'autres projets sont en cours de développement dans la Manche et sur la façade Atlantique.
En 2017, le groupe ouvre à Paris une filiale spécialisée dans le solaire photovoltaïque. La branche spécialisée dans le solaire photovoltaïque dispose, en 2019, de plus de 400 MW de projets en cours de développement.
Les deux filiales françaises comptent plus de 150 collaborateurs en France. Les dirigeants sont : 
- Niclas Fritsch[22], Président de wpd solar France (branche photovoltaïque)
- Grégoire Simon[15], Président de wpd onshore France (branche éolien terrestre)

### Allemagne
Selon les derniers chiffres de 2018, wpd a installé 2 852 MW d'éolien terrestre. Le groupe y possède également 10 projets éoliens offshore à différents stades de développement : 
- Le champ de Baltic 1 (48,3 MW)[24] installé en 2013.
- Le champ de Butendiek (288MW)[25] construit en 2015 à environ 32 km de l'île de Sylt.
- Le champ de Nordergründe (111 MW)[26] installé en 2017.
- Le champ de Baltic 2 (288 MW)[27] en construction.
- Hohe See (400 MW)[28] et He Dreiht (595MW)[29] sont, selon les derniers chiffres autorisés et en phase préparatoire de construction.
- Les projets d'Aiolos (702 MW)[30], Apollon (480 MW) et Notos (318 MW)[31] sont en phase avancée d'autorisation en 2013.
- Un autre projet a passé l'étape des autorisations, Kaikas (581 MW)[32].

wpd développe également plusieurs champs de panneaux photovoltaïques en Allemagne, représentant une puissance cumulée de 7,37 MWp.

### Autres pays
Le groupe est également présent dans 16 autres pays : 
- A Taïwan : plusieurs parcs éoliens (384 MW) et photovoltaïques (4,25 MWp) installés  et plusieurs projets éoliens (520 MW)
- Au Canada : quatre parcs éoliens installés (28,7 MW) et plusieurs projets (180 MW)
- Aux Etats-Unis : plusieurs projets éoliens (750 MW) et photovoltaïques (250 MWp)
- Au Chili : plusieurs projets de parcs éoliens (500 MW)
- En Suède : un parc éolien terrestre (6 MW) et des projets éoliens (800 MW)
- Au Royaume-Uni : un projet de parc éolien terrestre en Écosse (50 MW)[34]

- En Belgique : un parc éolien terrestre installé près de la frontière franco-belge (côté Belgique) (9 MW)[35]

- En Espagne : plusieurs champs éoliens terrestres installés (64,5 MW) et d'autres en développement pour une capacité de 300 MW[36]

- En Italie : un parc de panneaux photovoltaïques installé (2,89 MWp) et plusieurs parcs éoliens terrestres en développement (200 MW)

- En Finlande : plusieurs parcs éoliens terrestres (141,6 MW) et un projet de parc éolien offshore autorisé (480 MW) à Suurhiekka

- En Pologne : plusieurs champs d'éoliennes terrestres installés (20,6 MW) et d'autres en développement pour une capacité de 200 MW[37]

- En Roumanie : plusieurs champs éoliens terrestres installés (200MW)[38]

- En Grèce : un parc de panneaux photovoltaïques installé (9,8 MWp)

- Au Monténégro : plusieurs projets de champs éoliens terrestres (50 MW)[39]

- En Croatie : plusieurs parcs éoliens terrestres installés (91,8 MW) et d'autres en développement (50 MW)[23]